# Antonia (voornaam)

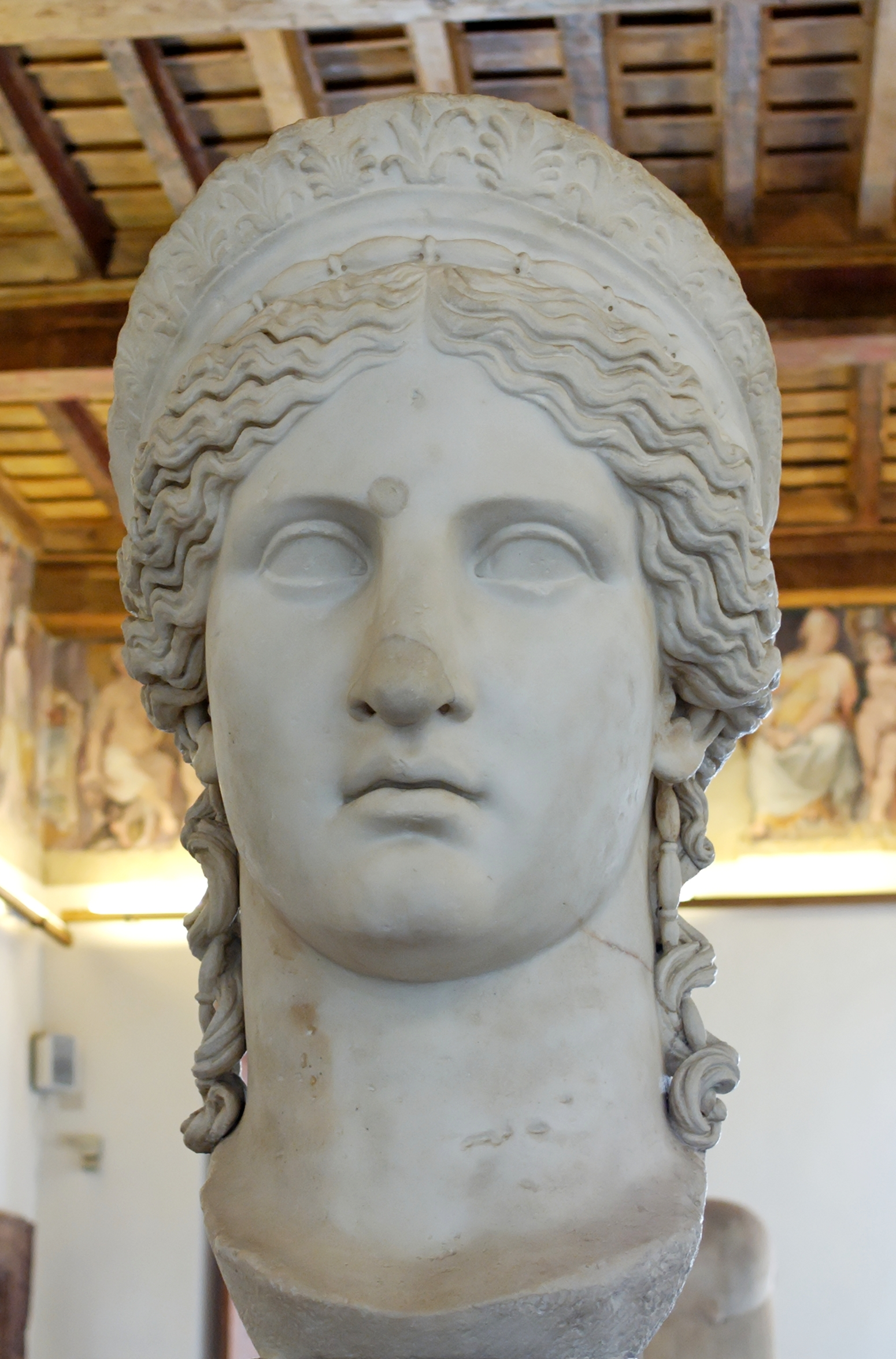
Sculptuur van Antonia minor

Antonia is een meisjesnaam afkomstig uit het oude Rome.
De naam Antonia was oorspronkelijk de naam van alle vrouwelijke leden van de gens Antonia. Zo heten beide dochters van Marcus Antonius - wiens moeder Julia Antonia was - en Octavia Thurina minor Antonia. Om deze van elkaar te onderscheiden werd de oudste Antonia maior (d.i. "de oudere") en de jongste Antonia minor (d.i. "de jongere") genoemd. Deze laatste zou de moeder zijn van Claudius I, die zijn dochter Claudia Antonia zou noemen.

## Bekende naamdraagsters
- Antonia Visconti, de zesde dochter van Bernabò Visconti
- Antonia van Württemberg, een schrijfster
- Antonia Elisabeth Korvezee, de eerste vrouwelijke hoogleraar van de Technische Universiteit Delft
- Antonia van Luxemburg, een Luxemburgse prinses
- Sonia Gandhi, werd geboren als Edvige Antonia Albina Maino
- Antonia van de Vondervoort, een Nederlandse politica
- Antonia minor
- Antonia Grietje Ragas, een Nederlandse televisieprensentatrice en zangeres
- Antonia Johanna Willemina (Tonke) Dragt, een Nederlandse schrijfster
- Antonia Fraser, een Brits schrijfster